# Оглюга (острів)
Острів Оглюга (алеут. Aglaga ) — острів у підгрупі островів Деларова Андреянівських островів у ланцюзі Алеутських островів Аляски. Острів завдовжки 5 км, а його найвища точка становить 25 м. Він розташований 1 км на захід від острова Скагул та 17 км на південний схід від острова Горілий. 
Після Другої світової війни на острові знаходиться закинутий військовий аеродром США під назвою Ogliuga Island Army Airfield.
На Оглюзі, а також на інших островах груп Лисячих  і Андреянівських островів взимку водиться гусаки. 